# Dallas Lauderdale
Dallas Lauderdale (Solon, 11 settembre 1988) è un ex cestista statunitense.

## Palmarès
- National Invitation Tournament: (2008)